# Millenáris
Millenáris – otwarty (niezadaszony) tor kolarski w Budapeszcie, stolicy Węgier. Został otwarty 14 maja 1896 roku. Trybuny przy torze mogą pomieścić 14 000 widzów. Długość toru wynosi 412 m.

## Historia
W 1896 roku w Budapeszcie organizowana była wystawa milenijna w związku z obchodami 1000-lecia Państwa Węgierskiego. Do programu wystawy włączono również zawody sportowe. Aby móc je przeprowadzić, konieczna była budowa odpowiedniego obiektu. Teren pod budowę przeznaczyło na początku 1896 roku miasto, pod warunkiem jego zwrotu po zakończeniu wystawy. Plany nowej areny przygotował inżynier Ottó Bláthy. Otwarcia stadionu dokonano z niewielkim opóźnieniem, 14 maja 1896 roku. Wyposażony był on w 500-metrowy tor kolarski o nachyleniu ponad 16° na łukach. Jego trybuny mogły pomieścić ponad 8000 widzów. Był to wówczas jeden z najnowocześniejszych tego typu obiektów w Europie. W dniu otwarcia przeprowadzono na nim zawody sportowe zorganizowane przez towarzystwo gimnastyczne Óbuda, a także powitanie węgierskich sportowców powracających z Igrzysk I Olimpiady. W trakcie trwania wystawy milenijnej obiekt gościł zawody lekkoatletyczne, kolarskie, łyżwiarskie, szachowe i w szermierce.
W październiku 1896 roku, kiedy zakończyła się wystawa, zgodnie z planami stadion powinien zostać rozebrany, a teren zwrócony miastu. Dzięki postawie związków sportowych, które zjednoczyły się, by walczyć o zachowanie obiektu, miasto zgodziło się na wydłużenie okresu dzierżawy terenu. 31 października 1897 roku na stadionie miał miejsce pierwszy na Węgrzech zorganizowany publicznie mecz piłki nożnej. Miejscowa drużyna BTC zmierzyła się w nim z Cricketerem z Wiednia, przegrywając 0:2. W 1899 roku wprowadzono w Budapeszcie podatek rowerowy, co przyczyniło się do regresu kolarstwa w mieście i spadku wykorzystania toru. Tymczasem na popularności zyskiwała piłka nożna, a obiekt coraz częściej był areną meczów piłkarskich, na początku XX wieku grywała na nim również reprezentacja Węgier (po raz ostatni w 1911 roku). Później jednak mecze organizowano na innych obiektach, a Millenáris zaczął mieć problemy finansowe. W 1915 przejęło go miasto i zaczął on służyć uczniom budapeszteńskich szkół.
Po I wojnie światowej odnowiono boisko wewnątrz toru. W związku z przyznaniem organizacji mistrzostw świata, od października 1927 roku do lipca 1928 roku przeprowadzono przebudowę toru kolarskiego według planów sporządzonych przez Alfréda Hajósa i Aladára Mattyóka. Obiekt zyskał wówczas współczesną formę z trybunami mogącymi pomieścić 14 000 widzów. Sam tor zyskał betonową nawierzchnię i został skrócony do 415 m, jego nachylenie na łukach wynosiło niecałe 39°, a na prostych 12°. 31. Mistrzostwa Świata w kolarstwie torowym przeprowadzono na nim w dniach 15–20 sierpnia 1928 roku. Pod koniec okresu międzywojennego po raz kolejny pojawiły się problemy finansowe i obiekt ponownie przejęło miasto. W trakcie II wojny światowej tor został trafiony bombami oraz pociskami. Po wojnie obiekt naprawiono dzięki udziałowi samych kolarzy i sportowców i 1 maja 1945 roku zorganizowano na nim pierwsze powojenne wyścigi kolarskie. W 1949 roku na Millenárisie odbyły się zawody tenisowe w ramach Pucharu Davisa. W latach 1949 i 1954 obiekt gościł studenckie zawody kolarskie rangi mistrzostw świata. W 1954 roku wyremontowano też tor, który odtąd miał 412 m długości, a jego nachylenie wynosiło 36,6° na łukach i 11,6° na prostych. Kolejny remont toru miał miejsce roku 1974, a w 1996 roku wyremontowano trybunę główną. W 2001 roku obiekt był areną zmagań podczas mistrzostw świata kurierów rowerowych. Na Millenárisie odbywało się również wiele innych rodzajów zawodów, m.in. motocyklowych czy bokserskich. Zimą wewnątrz toru organizowane jest lodowisko. Wraz z upłwem lat obiekt stracił jednak na znaczeniu, choć z racji swej historii określany jest jako kolebka węgierskiego sportu.